# Сукайна
Сукайна (ісп. Zucaina (офіційна назва), валенс. Sucaina) — муніципалітет в Іспанії, у складі автономної спільноти Валенсія, у провінції Кастельйон. Населення — 186 осіб (2010).

## Географія
Муніципалітет розташований на відстані близько 280 км на схід від Мадрида, 35 км на північний захід від міста Кастельйон-де-ла-Плана.

## Демографія
Динаміка населення (INE ):

## Галерея зображень

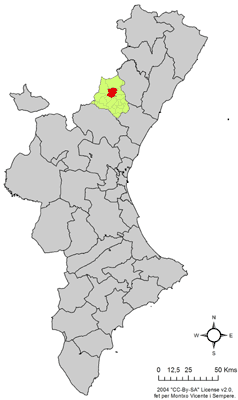
Розташування муніципалітету Сукайна у автономній спільноті Валенсія
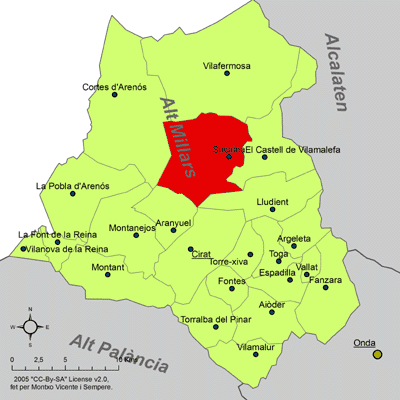
Розташування муніципалітету Сукайна у комарці Альто-Міхарес
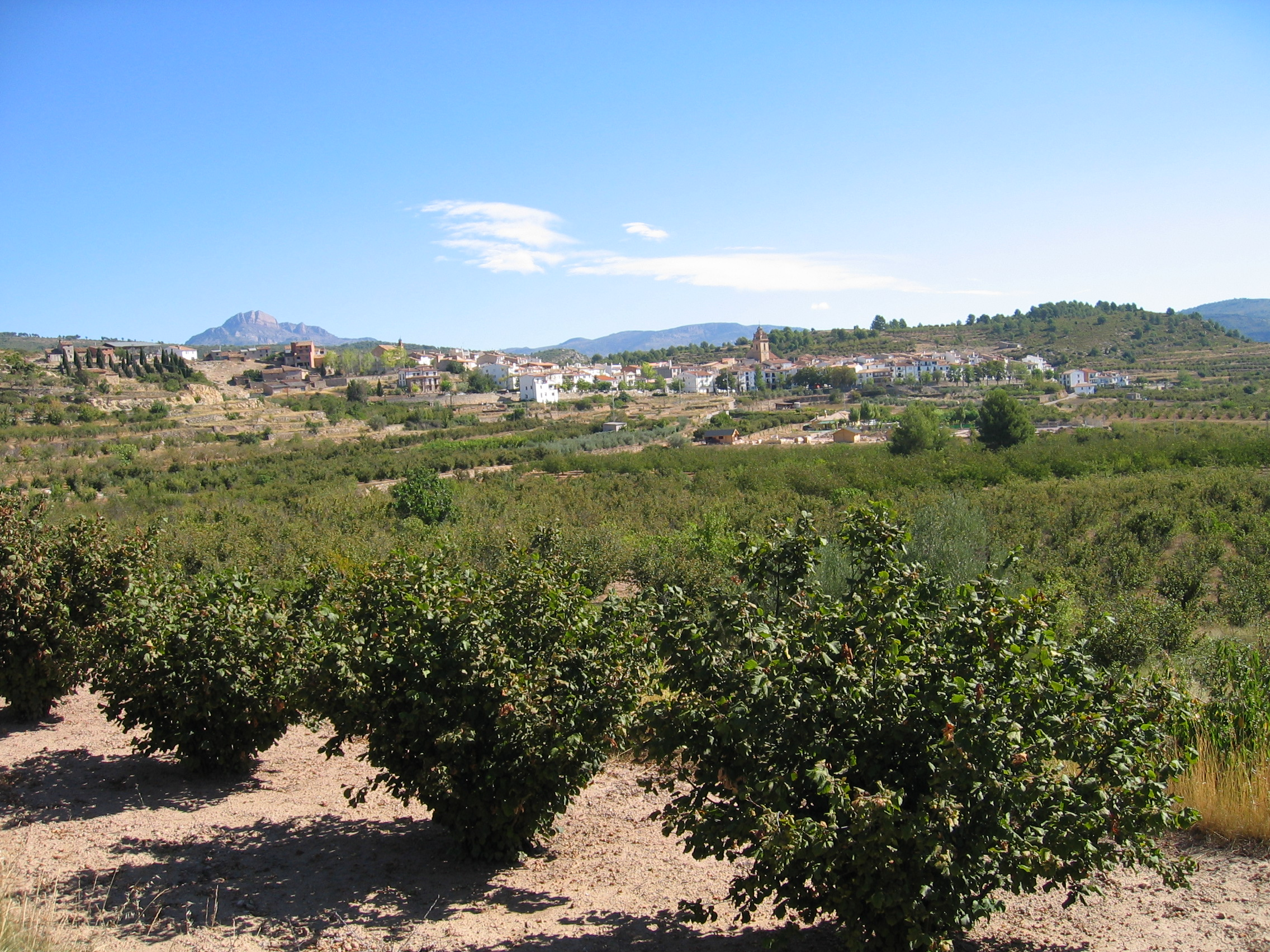
Сукайна
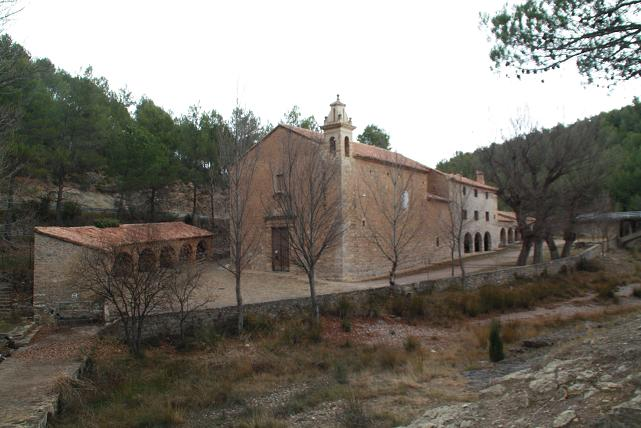
Каплиця Санта-Ана